# Marie-Anne Matard-Bonucci
Pour les articles homonymes, voir Bonucci.
Marie-Anne Matard-Bonucci, née en 1960, est une historienne et universitaire française, spécialiste du fascisme, du totalitarisme et de l’antisémitisme.

## Biographie
Attachée à l'Italie depuis un voyage fait quand elle a dix-sept ans puis par son mariage à un juriste franco-italien, fils d'immigrés toscans, elle s'intéresse à l'occasion de sa maîtrise d’histoire aux Carnets de prison d'Antonio Gramsci. Elle entre à l'École normale supérieure de Fontenay-aux-Roses en 1980, et obtient l’agrégation d’histoire en 1983, puis consacre sa thèse au fascisme en Sicile sud-orientale, soutenue sous la direction de Pierre Milza en 1990. Elle analyse le régime mussolinien, à la suite des historiens Renzo De Felice et Emilio Gentile, comme un totalitarisme et non seulement une dictature à parti unique, et met en lumière les compromis idéologiques que le régime doit faire pour obtenir le soutien des élites foncières et industrielles, en appauvrissant le Mezzogiorno.
Après avoir été membre de l'École française de Rome, elle devient professeure d’Histoire contemporaine à l’Université Paris 8 et membre de l’Institut universitaire de France. Elle est rattachée à l’EA 1571, Histoire des pouvoirs, savoirs et société et chercheuse associée au Centre d’histoire de Sciences Po, dont elle est coresponsable du Groupe de recherches sur l’Italie contemporaine, avec Marc Lazar.
Elle poursuit ses recherches et ses publications sur le fascisme, mettant en lumière, contre le stéréotype dominant d'un régime, variante aseptisée et ensoleillé du nazisme, le caractère violent et despotique, avec une radicalisation totalitaire progressive à partir de 1938. Elle souligne également la fragilité des valeurs antifascistes de la fondation de la République italienne, depuis les scandales politiques des années 1990 (opération Mains propres), et la tentative de banalisation ou de réhabilitation du régime fasciste par des hommes politiques de droite et des historiens. En 2008, elle dirige avec Pierre Milza, un numéro de la Revue d’Histoire moderne et contemporaine : « Le fascisme italien : débats, historiographie et nouveaux questionnements »
Au delà du fascisme, elle publie plusieurs ouvrages consacrés à l'Italie, au sujet de l’antisémitisme, des violences politiques et criminelles, dont la mafia à laquelle elle consacre son ouvrage en 1994, Histoire de la mafia.
Elle a également codirigé avec Pascal Ory puis Laurence Bertrand Dorléac un colloque consacré à l'histoire des relations culturelles internationales, et intervient à l'Université Grenoble-Alpes dans le cadre du Master d'Histoire "Relations et échanges culturels internationaux".
En janvier 2019, elle crée, avec d'autres universitaires et enseignants du secondaire, l'association Alarmer, une association pour lutter contre le racisme et l'antisémitisme qui publie une revue du même nom.

## Publications
- Histoire de la mafia, éd. Complexe, 1994
- L'Homme nouveau dans l'Europe fasciste (1922-1945), direction avec Pierre Milza, Fayard, 2004.
- Antisémythes : L'image et la représentation des juifs, Nouveau Monde Eds, 2005, 463 pages
- L’Italie fasciste et la persécution des Juifs, Perrin, 2007 ; réédition Puf, collection Quadrige, 2012.
- Atlas des mafias. Acteurs, trafics et marchés de la criminalité organisée, (avec F. Maccaglia), Autrement, 2009.
- Storia della Shoah in Italia, UTET, Bologna, 2 volumes, 1275 pages, 2010, (dir. Avec M. Flores, S. Levis-Sullam, E. Traverso).
- Intellectuels, artistes et militants. Le voyage comme expérience de l’étranger, (dir. avec A. Dulphy et Y. Léonard, PIE, Peter Lang, Bruxelles-Bern-Berlin., 2010.
- L’Italie des années de plomb : Le terrorisme, entre histoire et mémoire. 1969-1982, (dir. Avec M. Lazar), Paris, Autrement, 2010.
- D’Italie et d’ailleurs. Mélanges en l’honneur de Pierre Milza (avec Marie-Claude Blanc-Chaléard, Caroline Douki et Anne Dulphy), Rennes, PUR, 2014.
- Totalitarisme fasciste, CNRS Éditions, 320 p., 2018.
- "La première couverture de la revue fasciste La Difesa della Razza, 5 août 1938", RevueAlarmer, mis en ligne le 7 février 2020, https://revue.alarmer.org/la-premiere-couverture-de-la-revue-fasciste-la-difesa-della-razza-5-aout-1938/
- "De l’usage des guillemets à «race». Réponse d’une historienne à un historien", RevueAlarmer, mis en ligne le 23 avril 2020, https://revue.alarmer.org/de-lusage-des-guillemets-a-race-reponse-dune-historienne-a-un-historien/

## Distinctions
- 2022 :  Chevalière de la Légion d'honneur[5]